# Wehe, wenn er losgelassen
Wehe, wenn er losgelassen ist eine deutsch-tschechoslowakische Filmkomödie von Karl Lamač und Martin Frič aus dem Jahr 1932 nach dem von Arnold und Bach geschriebenen Schwank Unter Geschäftsaufsicht. Unter diesem Titel wurde der Film auch in Österreich aufgeführt. Der tschechische Originaltitel lautet To neznáte Hadimršku.
Vlasta Burian verkörpert den Revisor Theobald Haselhuhn, Friedl Haerlin Asta Wieland, die Tochter des Konsuls, Harry Frank den in finanzielle Nöte geratenen Geschäftsmann Georg Schilling, Inge Rahm, Loisi, die angebliche Tochter Haselhuhns, und Mabel Hariot den Revuestar Pussi Angora.

## Handlung
Theobald Haselhuhn ist Revident bei der meseritischen Filiale einer Großbank. Haselhuhn ist ein sehr gutmütiger Mann. Ausgerechnet er soll nun die Finanzangelegenheiten eines Grammophongeschäftes überwachen. Das von der Großbank finanzierte Unternehmen ist durch den Leichtsinn des Chefs Georg Schilling in Schieflage geraten und steht kurz vor dem Konkurs. In erster Linie dafür verantwortlich ist Pussi Angora, ein Revuestar und Georgs Freundin, die ihn viel Geld kostet.
Haselhuhn packt das Problem an der Wurzel an und erarbeitet ein rigoses Sparkonzept. Nur so bestehe überhaupt eine Chance, die Firma noch zu retten, vermittelt er Schilling.
Zur selben Zeit ergreift Konsul Wieland, der sehr vermögend ist und gern gut lebt und sich amüsiert, Maßnahmen, um seine Tochter Asta zu verheiraten. Sein Wunschkandidat für seine Tochter ist Georg Schilling. Asta stellt jedoch die Bedingung, Schilling erst einmal inkognito kennenzulernen, weshalb sie bei ihm unter dem Namen Hilde Müller als Sekretärin anfängt. Natürlich lernt sie nun auch Pussi Angora kennen, die Georg wieder einmal um Geld bittet, und unter dem Personal scheinbar großzügig Freikarten verteilt, was jedoch in erster Linie dem Zweck dient, sich für ihren abendlichen Auftritt Applaus zu sichern, da sie weiß, dass ihr neuer Schlager eher schwach ist. Georg will Pussi zwar nicht schon wieder Geld geben, kommt aber nicht gegen sie an. Anders hingegen Haselhuhn, der die Auszahlung von Geldern überwacht. Erstaunt erkennt er in dem Kassierer Mertens einen früheren Schulkameraden. Die beiden Männer  kommen ins Plaudern. Mertens ist einer der wenigen Menschen, der davon weiß, dass Haselhuhn einmal ein Mädchen davon abhielt Selbstmord zu begehen. Sie ließ seinerzeit ein Neugeborenes in seiner Wohnung zurück, um das Haselhuhn sich allerdings wenig kümmerte.
Haselhuhn kann jedoch trotz heftigen Protestes nichts dagegen tun, dass Georg selbst das von Pussi geforderte Geld der Kasse entnimmt. Am Abend gehen alle Angestellten der Firma dank ihrer Freikarten ins Kabarett. Natürlich applaudieren sie Pussi auch pflichtgemäß. Haselhuhn, der erst nicht mitkommen wollte, entschließt sich dann doch noch, dem Beispiel der anderen zu folgen. Während Pussis Vortrag geschieht etwas Unvorhergesehenes. Pussi eilt zu ihm, nachdem sie ihn entdeckt hat, setzt sich auf seinen Schoß, und singt das „Haselhuhn“-Lied. Das Publikum reagiert begeistert und ist der Überzeugung, Haselhuhn, der sich gegen Pussi zur Wehr setzt, sei ein Komiker und seine urkomische Art der Gegenwehr sei ein geplanter Regietrick.
Die Ereignisse im Kabarett haben Haselhuhns Stimmung nicht gerade gehoben. All seine Energie steckt er jetzt in die Sanierung des Grammophonunternehmens. Erst einmal will er die Villa verkaufen, die Georg Pussi überlassen hat, außerdem findet er heraus, dass Georg einem Mädchen namens Loisi im Falle einer Eheschließung, einen größeren Geldbetrag zugesagt hat. Inzwischen geht alles drunter und drüber, sodass Georg keinen anderen Ausweg mehr sieht, als das Angebot des Konsuls anzunehmen und dessen Tochter Asta zu heiraten. Asta hat es inzwischen satt, die Sekretärin zu spielen und gesteht Georg, wer sie wirklich ist. Sie weiß zwar, dass er leichtsinnig ist, aber im Grunde das Herz auf dem richtigen Fleck hat. Und so meint sie neckend zu ihm, sie biete sich ihm als Hauptaktionär fürs ganze Leben an, worauf Georg sie gerührt in die Arme schießt.
Pussi wiederum hat den Konsul erobert und auch Loisi kommt zu ihrer Mitgift, da die Grammophonfirma durch Georgs Heirat mit Asta, aber auch durch den überraschend großen Erfolg des „Haselhuhn“-Liedes plötzlich sehr gut dasteht. Und Haselhuhn – er kehrt in sein geliebtes Meseritsch zurück, wo man ihn schon vermisst hat. Während seiner Abwesenheit fand eine Wahl zum Bürgermeister statt, und seine Mitbürger wollen ihn in diesem Amt sehen.

## Produktion

### Produktionsnotizen
Produziert wurde der Tobis-Klangfilm von der Elektra-A.B. Filmfabriken AG (Prag) und der Ondra-Lamac-Film GmbH (Berlin). Karl Lamač und Anny Ondra traten als Coproduzenten auf. Der Erstverleih des in den A.B. Ateliers Prag gedrehten Films erfolgte durch die Südfilm AG (Berlin), der Verleih für Österreich durch die Allianz-Film Ges.m.b.H., Wien VII, und für die ČSR durch die Elektra-Film A.G., Prag II.
Die musikalische Leitung lag bei Jára Beneš, die Liedtexte stammen von Fritz Anders und Fritz Wermuth.
- Das Lied vom Tippfräulein – Text von Fritz Wermuth, Musik von Jan Stark und Ferry Gyulai
- Mich haben sie zu Haus’ zu heiß gebadet! – Lied und Foxtrot von Fritz Anders, Musik von Fritz Kerten
- Was sagen Sie zu Haselhuhn? – Lied und Foxtrot, Text von Fritz Anders, Musik von Jára Benes

### Hintergrund
In seinem Heimatland war Vlasta Burian sehr beliebt, wohin er auch ging, er erregte Aufsehen. Einige seiner Filme basierten auf seinen Theateraufführungen und wurden dahingehend kritisiert, es seien Ein-Mann-Filme, in denen die anderen Schauspieler in seinem Schatten stehen würden. Burians Schauspiel basierte auf Improvisation, schwarzem, aber freundlichem, Humor und Satire. Er war in der Lage, fast jeden Charakter darzustellen. Beliebt war er sowohl als Künstler als auch als Mensch, da sein unmittelbarer, spontaner und unkomplizierter Humor und seine außergewöhnliche Gabe, alles Erbärmliche sowie alles Edle, alles Aristokratische und auch Snobistische sofort in eine Parodie umsetzen zu können, bei den Menschen gut ankam. Mit seiner Weltanschauung war er breiten Volksschichten nahe.

### Zensur, Veröffentlichung
Im September 1931 erfolgte eine Prüfung, am 11. März 1932 wurde der Film mit einem Jugendverbot belegt. Zur Uraufführung kam er in Berlin am 8. April 1932. In Ungarn erfolgte die Premiere am 1. Juni 1934 unter dem Titel Üzlet és szerelem. In Österreich lief der Film unter dem Titel Unter Geschäftsaufsicht und in Griechenland unter dem Titel Agnos glentzes.

## Kritik
Der Autor und Kritiker Karlheinz Wendtland schrieb, die Filmwoche habe diesem Film „keine Zeile“ gewidmet. „Zweifellos“ habe der tschechische Komiker „Vlasta Burian seine Gemeinde“. Aber „wie es des Öfteren“ so sei: „die andere nationale Mentalität“ sei „hierorts nicht jedermanns Sache“. So habe sich „das Publikum in zwei Lager gespalten“. „Die einen“ seien „dafür, die anderen dagegen, jeder nach seiner Fasson“.